# Inbakker
Een inbakker was een jeugdige zeevisser die mede uitvoer ter beugvisserij. Hij had aan boord van een 'beuger' al een jaar meegevaren als speeljongen en was intussen enigszins bekend met deze vorm van visserij. De bemanning van een 'beuger' telde 12 koppen. 

## Statische visserij
De beugvisserij behoorde tot de zogeheten hoekwantvisserij. Deze laatstgenoemde visserij was, in algemene zin beschouwd, een vorm van statische visserij. Hierbij was het vistuig gedurende de visserij niet in beweging. Dit gold niet voor het vissersvaartuig dat na het uitzetten van het vistuig, de zogeheten beug, terug moest naar het beginpunt waar het eerste joon was uitgezet. Daar werd vervolgens begonnen de beug scheep te halen.

## Meerdere vormen
De beugvisserij werd als zeevisserij in verschillende vormen uitgeoefend, met name door dicht bij de Noordzee gelegen steden en dorpen aan de toenmalige Maas, de latere Waterweg, door verschillende Vlaamse kustdorpen, door Zeeuwse vissersplaatsen, maar ook door de Hollandse dorpen van De Zijde. Toonaangevend echter bij de beugvisserij was met name Vlaardingen. De genoemde visserij was voornamelijk gericht op de vangst van schelvis en kabeljauw.

## Werkzaamheden
Bij de beugvisserij moest de inbakker de ingehaalde - van de beug afkomstige - lijnen ordenen zodat deze bij het opnieuw uitzetten van de beug zonder problemen uit de bakken konden worden gehaald en worden gebruikt. Verder lichtte hij, wanneer de speeljongen daarvoor niet beschikbaar was, met een lantaarn de vissers bij tijdens het uitoefenen van hun werk. Mocht de kok, tevens matroos, werkzaamheden aan dek moeten verrichten dan was de inbakker zijn vervanger met het klaarmaken van het eten. Daarnaast hielp  hij de oude-jongen bij het schoonhouden van het dek en de ruimen. Hij deed dit samen met een tweetal andere jongeren, de omtoor en de speeljongen. Verzuimen van deze jongeren werden echter de oude-jongen aangerekend.